# Ванати (Болнисский муниципалитет)
Ванати (груз. ვანათი, азерб. Mığırlı) — село Болнисского муниципалитета, края Квемо-Картли республики Грузия с 96 %-ным азербайджанским населением. Находится в юго-восточной части Грузии, на территории исторической области Борчалы.

## История
В 1990—1991 годах, в результате изменения руководством Грузии исторических топонимов населённых пунктов этнических меньшинств в регионе, название села Мыгырлы («азерб. Mığırlı») было изменено на его нынешнее название — Ванати.

## География
Село находится в долине реки Болнисисцкали, в 6 км от районного центра Болниси, на высоте 510 метров над уровнем моря.
Граничит с селами Хатиссопели, Квемо-Болниси, Болниси, Шуа-Болниси, Талавери, Зварети, Самтредо, Чапала, Мцкнети, Ратевани, Рачисубани и городом Болниси Болнисского Муниципалитета.

## Население
По данным Государственного статистического комитета Грузии, согласно официальной переписи 2002 года, численность населения села Ванати составляет 530 человек и на 96 % состоит из азербайджанцев.

## Экономика
Население в основном занимается овцеводством, скотоводством и овощеводством.

## Достопримечательности
- Средняя школа[9], построена в 1932 году.[10]